# Forsaken (groupe)
Pour les articles homonymes, voir Forsaken.
Forsaken est un groupe maltais d'epic doom, originaire de Fgura. Ils sont le premier groupe maltais de doom metal maltais.
Forsaken est considéré comme l'un des groupes de metal les plus importants de Malte. Ils sont nommés en 1997, puis récompensés (2003, 2009) des Malta Music Awards dans la catégorie « Meilleur groupe de hard rock/metal ».

## Histoire
Le groupe est formé dans la ville maltaise de Fgura en 1990. Les musiciens se produisent d'abord sous le nom de Blind Alley comme groupe de metal progressif ; en 1991, le nom est changé en Forsaken. À la fin de la même année, le premier album est enregistré - il s'agit de la démo Requiem. En 1993, le groupe signe un contrat avec le label Arkham Productions et en 1994, avec le groupe français de thrash metal Oddmongers, ils participent à une tournée en France et en Espagne. Le premier album studio, Evermore, sort en 1997.
En 2001, l'un des membres, le guitariste Daniel Magri, décède après une combat difficile contre le cancer. Après une longue période sabbatique, les musiciens enregistrent une deuxième démo, Demo 2002, en 2002, après quoi ils signent un contrat avec le label britannique Golden Lake Productions. L'album suivant Anima Mundi (2004) reçoit de bonnes critiques de la part de la presse spécialisée et reste toujours l'un des albums Forsaken les plus célèbres. L'album suivant Dominaeon (2005), dont les chansons ont un thème chrétien prononcé, n'obtient pas moins de succès.
Au cours de leur activité, Forsaken est nommé trois fois pour le prix de musique local Malta Music Awards et devient deux fois (en 2003 et 2009) ses propriétaires dans leur catégorie. Le groupe se produit souvent dans divers festivals de métal européens.
La formation actuelle du groupe comprend le chanteur Leo Stivala , le guitariste Sean Vucovic, le bassiste Albert Bell et le batteur Simeon Gatt.

## Discographie
- 1997 : Evermore
- 2003 : Iconoclast (EP)
- 2004 : Anima Mundi (Rock Hard : [5])
- 2005 : Dominaeon
- 2009 : After the Fall (Rock Hard : [7], Metal Hammer : 6/7[8])
- 2017 : Pentateuch